# Grobschnitt
Grobschnitt ist eine deutsche Rockband, die von 1970 bis 1989 und von 2006 bis 2012 in verschiedenen Formationen bestand. Seit 2019 ist Grobschnitt wieder in einer kleinen Besetzung aktiv.

## Anfänge
Im Jahre 1970 verschmolzen in der nordrhein-westfälischen Stadt Hagen mehrere Schülerbands zu Grobschnitt. Namensgebend war die Kapelle Elias Grobschnitt, die sich im Ersten Weltkrieg aus Soldaten mit selbstgebastelten Musikinstrumenten gebildet hatte.
Viele Musiker und Roadies gaben sich Künstlernamen; so nannten sich die Gründungsmitglieder Eroc (Schlagzeug), Felix (ebenfalls Schlagzeug), Lupo (Sologitarre), Wildschwein (Rhythmusgitarre, Gesang, Saxophon), Baer (Bass), Quecksilber (Tasteninstrumente), Toni Moff Mollo (Lichtanlage, später auch Gesang).

## Musik und Auftritte
Psychedelisch, progressiv und auch vom Hardrock beeinflusst, war Grobschnitt eine populäre deutsche Liveband. In den 1970ern nahm die Gruppe eine Reihe Alben auf. In den 80ern orientierte sich die Band mehr Richtung Mainstream.
Die Band galt als innovative Gruppe, die sich mit einer Mischung aus Theater, optischen Effekten, Klamauk und langen musikalischen Improvisationen präsentierte. Die pyrotechnischen Anteile der Bühnenshow waren wegweisend.

### Wichtige Alben und Erfolge
Das bekannteste Werk ist Solar Music. Es ist, nach Aussagen der Band, auf jedem Konzert von der Bandgründung 1971 bis zur Auflösung im Jahr 1989 gespielt worden. Beachtlich ist die Länge des Stückes, je nach Ausführung war es mindestens 30 Minuten lang, konnte aber auch mehr als eine Stunde dauern.
Das Konzeptalbum Rockpommel’s Land, 1977 von Conny Plank produziert, wird oft als ein Höhepunkt im Schaffen der Band angesehen. Das Musikmagazin eclipsed nahm Rockpommel’s Land in seine Liste der 150 wichtigsten Prog-Alben auf.
1978 wurde Grobschnitt vom Musikexpress zur besten deutschen Gruppe gekürt – vor der Nina Hagen Band und den Scorpions.
Nach dem Album Merry-Go-Round ging die Band 1979 auf die bis dahin erfolgreichste Deutschlandtournee mit über 100.000 Zuschauern.

### Texte
Die Liedtexte waren zunächst englisch, später kamen deutschsprachige Texte hinzu. In beiden Fällen äußerte sich die Band zu gesellschaftlich umstrittenen Themen wie der Friedensbewegung, der Fortschritts- und Technikgläubigkeit oder dem Protest gegen den Ausbau der Atomenergie. Ein Beispiel dafür ist der Text von Vater Schmidt’s Wandertag auf dem Album Jumbo. Das Album erschien 1975 erst mit englischen Texten und dann ein Jahr später auf Deutsch.

### Niedergang
Ende der 70er hatten Grobschnitt ihren künstlerischen Zenit überschritten. Die Songs von Merry-Go-Round „haben nicht mehr die innovative Kraft wie ehedem, ja reagieren teilweise nur noch müde auf Trends anstatt diese selbst vorzugeben“, schrieb Metal.de.
Progressive Tendenzen wichen einer konventionelleren Ausrichtung. Wie andere 70er-Jahre Bands taten sich Grobschnitt schwer, mit der Entwicklung Schritt zu halten.
Mit den Studioalben der 80er-Jahre wie Illegal und Razzia legten sie dann „einen bedauernswerten Sinkflug“ hin, zu dem auch der Ausstieg von Schlagzeuger Eroc und Keyboarder Mist beitrug.
1989 löste sich die Band nach 19 Jahren mit ihrer Last Party Tour auf.

### Reunion

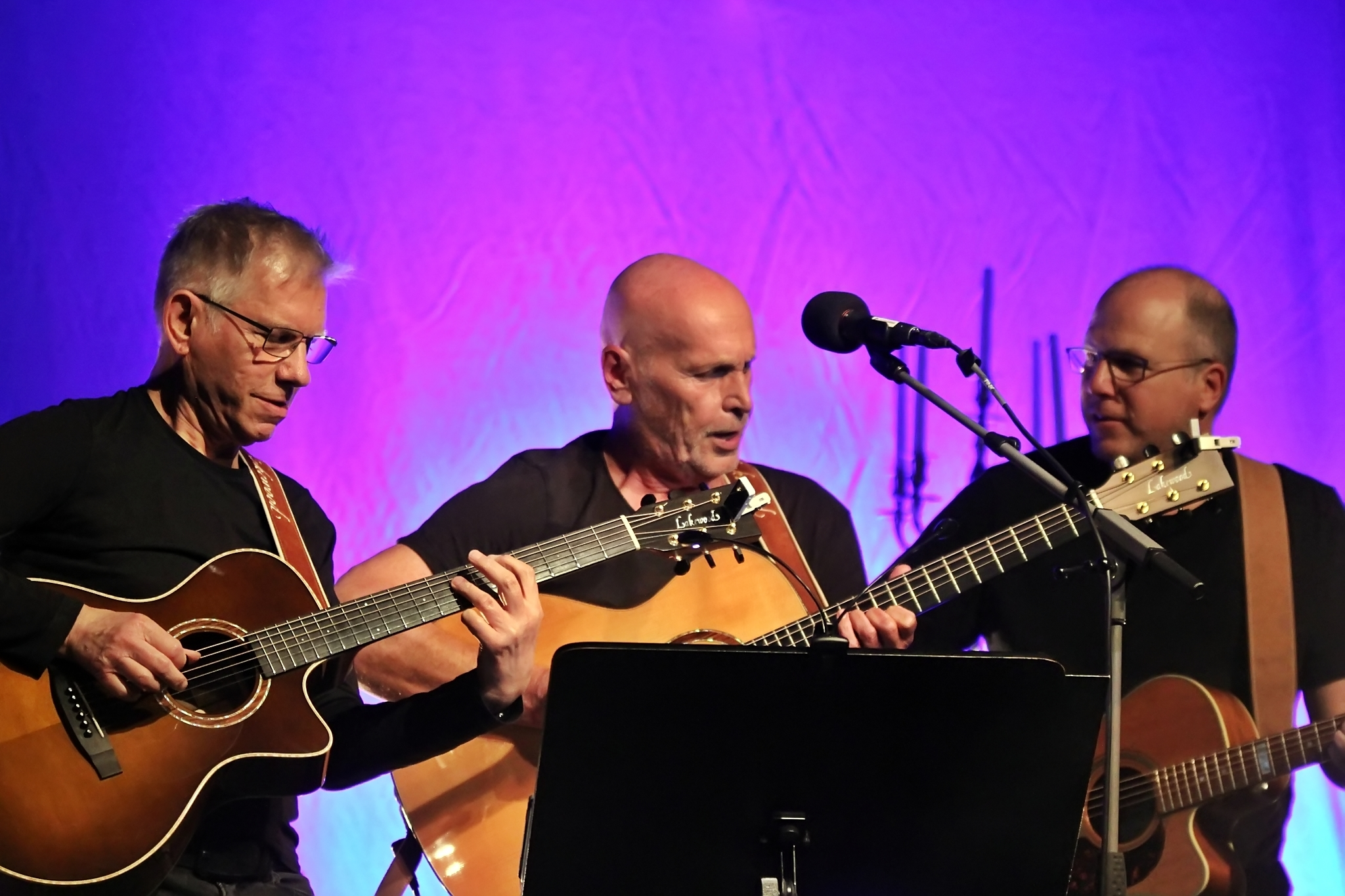
Grobschnitt bei einem Konzert in Nürnberg 2023

2006–2012 gab es eine Wiedervereinigung, an der einige alte Mitglieder und deren Söhne beteiligt waren.
Seit 2019 tritt Grobschnitt in einer kleinen Besetzung (Lupo, Willi Wildschwein und sein Sohn Nuki) mit einem akustischen Programm auf. Zum Set gehören u. a. Solar Music und Rockpommel’s Land in jeweils 30-minütigen Versionen. Die Grobschnitt Acoustic Party-Tournee wurde 2020 durch die COVID-19-Pandemie unterbrochen, anstehende Termine mehrfach verschoben. Am 12. Mai 2022 wurde die Tour in Osnabrück wieder aufgenommen; weitere Auftritte sind bis Juni 2024 geplant.

## Remastering
Das Gesamtwerk der Band mit allen 14 Alben wurde von Eroc komplett remastered. In der BLACK & WHITE-Serie erschienen 2017/2018 bei Capitol/Vertigo Doppel-LPs auf Vinyl mit Bonustracks und Booklets zur Bandgeschichte.

## Bandmitglieder
Im Laufe der Jahre änderte sich die Besetzung von Grobschnitt häufig:
- 1970–1972 Eroc (dr), Felix (dr), Lupo (lg), Wildschwein (rg, voc, sax), Baer (b), Quecksilber (k), Toni Moff Mollo (voc, light)
- 1972–1974 Eroc (dr), Lupo (lg), Wildschwein (rg, voc, sax), Mist (k), Baer (b), Toni Moff Mollo (voc, light)
- 1974–1980 Eroc (dr), Lupo (lg), Wildschwein (rg, voc, sax), Mist (k), Popo aka Hunter (b), Toni Moff Mollo (voc, light)
- 1980–1982 Eroc (dr), Lupo (lg), Wildschwein (rg, voc, sax), Mist (k), Milla Kapolke (b), Toni Moff Mollo (voc, light)
- 1982–1983 Eroc (dr), Lupo (lg), Wildschwein (rg, voc, sax), Cramer (k), Milla Kapolke (b), Toni Moff Mollo (voc, light)
- 1983–1984 P. Jureit (dr), Lupo (lg), Wildschwein (rg, voc, sax), J. Cramer (k), Milla Kapolke (b), Toni Moff Mollo (voc, light)
- 1985 P. Jureit (dr), Lupo (lg), Wildschwein (rg, voc, sax), Tarzan (k), Milla Kapolke (b), Toni Moff Mollo (voc, light)
- 1985–1988 Admiral Top Sahne (dr), Lupo (lg), Wildschwein (rg, voc, sax), Tarzan (k), Milla Kapolke (b), Toni Moff Mollo (voc, light)
- 1988–1989 Admiral Top Sahne (dr), Lupo (lg), Wildschwein (rg, voc, sax), Sugar (k), Commodore Stulle (b), Toni Moff Mollo (voc, light)
- 2007–2012 Admiral Top Sahne (dr), Stefan Danielak jr. (lg, rg), Wildschwein (rg, voc), Deva Tattva (k), Milla Kapolke (b), Toni Moff Mollo (voc, light), Manu Kapolke (lg, rg), Demian Hache (perc)
- Seit 2019 Lupo, Wildschwein (voc), Stefan Danielak jr. (alle acoustic guitar)

Erläuterung zu den Abkürzungen, außerdem: lg=Sologitarre, rg=Rhythmusgitarre.
Außerdem traten auch die Roadies der Band als Schauspieler auf. Die bekanntesten waren McPorneaux, Ballermann, Detlev Rohr, Geheimrat Günstig, El Blindo.
Bestimmend für den Werdegang der Band war trotz der Wechsel einzelner Mitglieder der Zusammenhalt. Bis zum Ende der aktiven Zeit der Gruppe waren von den Gründungsmitgliedern Gerd Otto Kühn (Lupo), Stefan Danielak (Willi Wildschwein) und Rainer Loskand (Toni Moff Mollo) dabei. Mit Joachim H. Ehrig (Eroc) und Volker Kahrs (Mist) waren zwei weitere tonangebende Leute mehr als zehn Jahre lang bei Grobschnitt.

## Grobschnitt in den Medien
Die Beachtung durch die Medien war in der ersten Zeit relativ gering. Die Ursachen dafür waren vielfältig: Zum einen konnten die damaligen Medien wie Radio und Fernsehen mit dem ungewöhnlichen Livekonzept der Gruppe nichts Konkretes anfangen. Weiterhin kam es zu Missverständnissen mit den Moderatoren von Liveauftritten im Radio, die das musikalische Konzept von Grobschnitt nicht in ihre Sendungen einbauen konnten. 
Anfang der 1980er Jahre änderte sich die Situation. Populäre Fernsehmagazine zum Thema Musik wie Rockpalast, Aspekte, Musikladen und andere kamen auf die Gruppe zu. Außerdem hatte die Band einige Auftritte im Radio, beispielsweise beim WDR zwischen 1975 und 1980 in der Radiothek. Bei diesen Auftritten kam die Band bis zu zweimal jährlich, jeweils für über eine Stunde zu Wort und spielte dabei akustische Teile der eigenen Liveshow aus der für die Band typischen Mischung aus Musik, Spaß und Sprachkomik. 
2009 kam Grobschnitt in der Aktion WDR 200 überraschend auf den 32. Platz und war somit erfolgreicher als viele Bands, die erheblich häufiger auf WDR 2 gespielt werden. Mit dem Titel Wir wollen leben belegten Grobschnitt den ersten Platz der Jahresauswertung 1982 der Schlagerrallye. Im März 2011 belegte die Band beim Leserpoll der Musikfachzeitschrift Eclipsed Platz 1 in den Rubriken „beste Band 2010“ sowie „bester Live-Gig 2010“ sowie Platz 6 in der Rubrik „bestes Album 2010“.

## Weitere Aspekte

### Solokarriere von Eroc
Einer der musikalischen Köpfe der Band war Joachim H. Ehrig mit dem Spitznamen Eroc. Parallel zu seiner Tätigkeit als Schlagzeuger, Sänger und elektronischer Tüftler bei Grobschnitt brachte er mehrere Soloalben heraus. Auf der LP Eroc 3 (1979) findet sich das Stück Wolkenreise, das sich zu einem Hit entwickelte und auch heute noch im Radio gespielt wird. Eroc verließ bereits 1983 die Band, um sich ausschließlich seinen Soloproduktionen zu widmen; so spielte er gemeinsam mit Hans Reichel The Return of Onkel Boskopp ein. 
Er betreibt heute in der Nähe von Hagen ein Studio zur Restaurierung und zur Digitalisierung von analog aufgenommenen Musiktiteln. Nach der Auflösung von Grobschnitt 1989 ist Eroc als Herausgeber für die weiteren Produktionen der Band aus ihrer aktiven Zeit verantwortlich.

### Theateradaption
2012 wurde das Rockmärchen Rockpommel’s Land im Theater der Stadt Hagen mit einem Sinfonieorchester an vier ausverkauften Abenden aufgeführt.

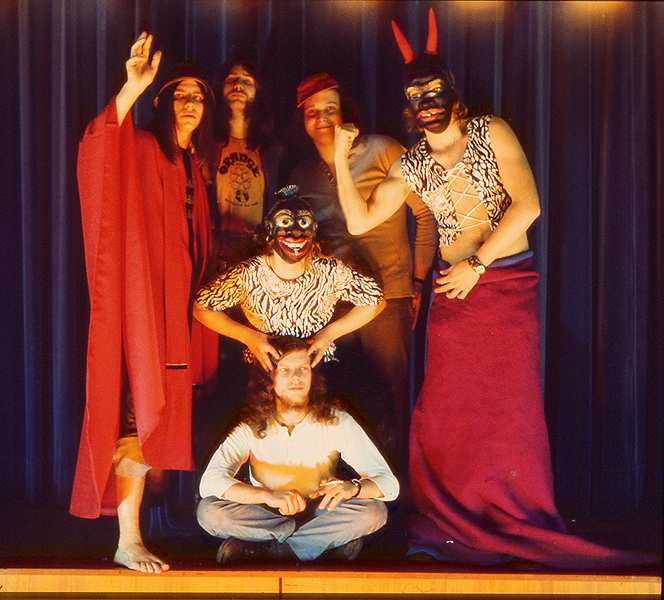
Von links stehend: Lupo, Eroc, Wildschwein, McPorneaux, sitzend: Mist, darüber Toni Moff Mollo
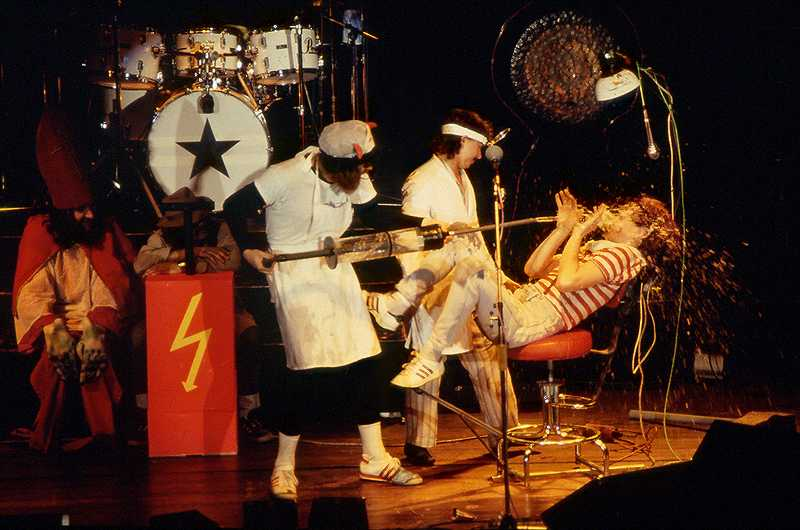
Die Salzmannshow mit Toni Moff Mollo als Zahnarzt Dr. Salzmann, Ballermann als Schwester Devil und Eroc als Patient
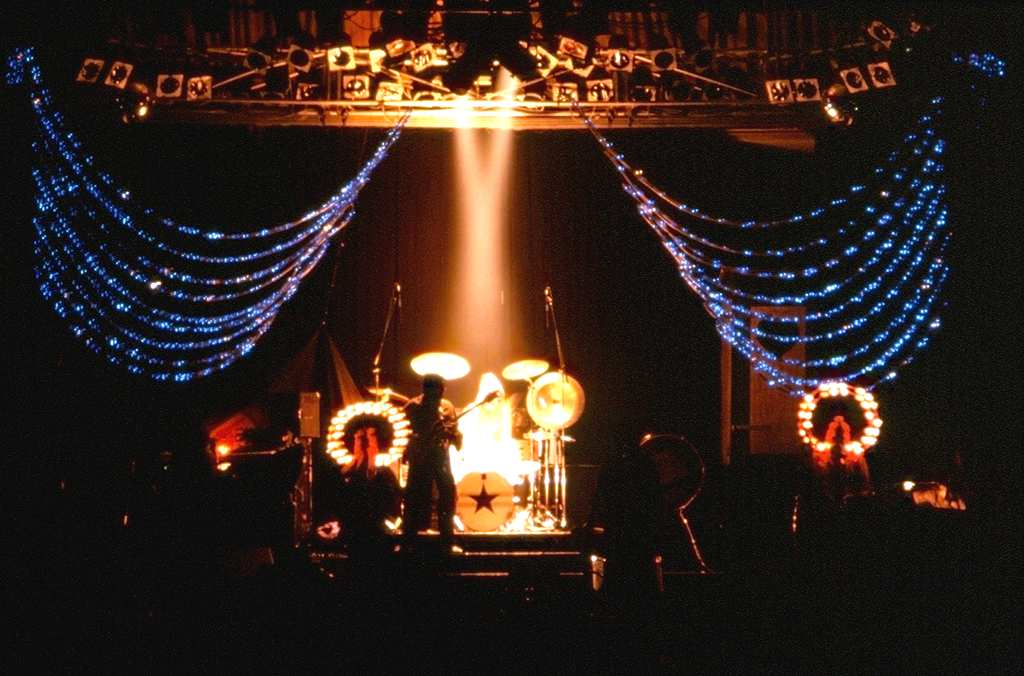
Lichteffekte beim Auftritt der Band

## Diskografie

### Alben
- 1972: Grobschnitt
- 1974: Ballermann
- 1975: Jumbo (englisch)
- 1976: Jumbo (deutsch)
- 1977: Rockpommel’s Land
- 1978: Solar Music – Live
- 1979: Merry-Go-Round
- 1980: Volle Molle (live)
- 1981: Illegal
- 1982: Razzia
- 1984: Kinder und Narren
- 1985: Sonnentanz – Live
- 1987: Fantasten
- 1990: Last Party – Live
- 1994: Die Grobschnitt Story 1
- 1998: Die Grobschnitt Story 2
- 2001: Die Grobschnitt Story 3 „The History of Solar Music“ Vol. 1
- 2002: Die Grobschnitt Story 3 „The History of Solar Music“ Vol. 2
- 2002: Die Grobschnitt Story 3 „The History of Solar Music“ Vol. 3
- 2003: Die Grobschnitt Story 3 „The History of Solar Music“ Vol. 4
- 2003: Die Grobschnitt Story 4 „Illegal Tour 1981 Complete“
- 2004: Die Grobschnitt Story 3 „The History of Solar Music“ Vol. 5
- 2004: Die Grobschnitt Story 5
- 2006: Die Grobschnitt Story 6 „Rockpommel's Land And Elsewhere...“
- 2006: The International Story
- 2008: Grobschnitt 2008 live
- 2009: Another Journey (Maxi-CD)
- 2010: Die Grobschnitt Story 0
- 2010: Grobschnitt Live 2010
- 2010: 2008-Live-2010 (Zusammenlegung der CDs 2008 live und RPL Live 2010 + Single „Another journey“)
- 2013: Symphony ~live 2012~ (Maxi-CD)
- 2015: 79:10 (Box mit 17 CDs)
- 2016: Solar Movie – Rockpalast & Berlin 1978
- 2022: Acoustic Album